# Willard Warner
Willard Warner (Granville, 1826. szeptember 4. – Chattanooga, 1906. november 23.) az Amerikai Egyesült Államok szenátora (Alabama, 1868–1871).